# تياجو بينتو
تياجو بينتو (بالبرتغالية: Tiago Miguel Baía Pinto‏) (1 فبراير 1988 ببورتو في البرتغال - ) هو لاعب كرة قدم برتغالي في مركز الدفاع. شارك مع منتخب البرتغال تحت 19 سنة لكرة القدم ومنتخب البرتغال تحت 20 سنة لكرة القدم ومنتخب البرتغال تحت 21 سنة لكرة القدم. أما مع النوادي، فقد لعب مع ديبورتيفو لاكورونيا وراسينغ سانتاندير وسبورتينغ براغا وسبورتينغ لشبونة وعثمانلي سبور ونادي ريو أفي وديسبورتيفو تروفينسي وC.D. Olivais e Moscavide ‏.

## روابط خارجية
- تياجو بينتو على موقع اتحاد تركيا (لاعب) (الإنجليزية)
- تياجو بينتو على موقع قاعدة بيانات كرة القدم.إي يو (الإنجليزية)
- تياجو بينتو على موقع Soccerway.com (الإنجليزية)
- تياجو بينتو على موقع عالم كرة القدم.نت (الإنجليزية)
- تياجو بينتو على موقع AS.com (الإسبانية)